# Dagmara Domińczyk

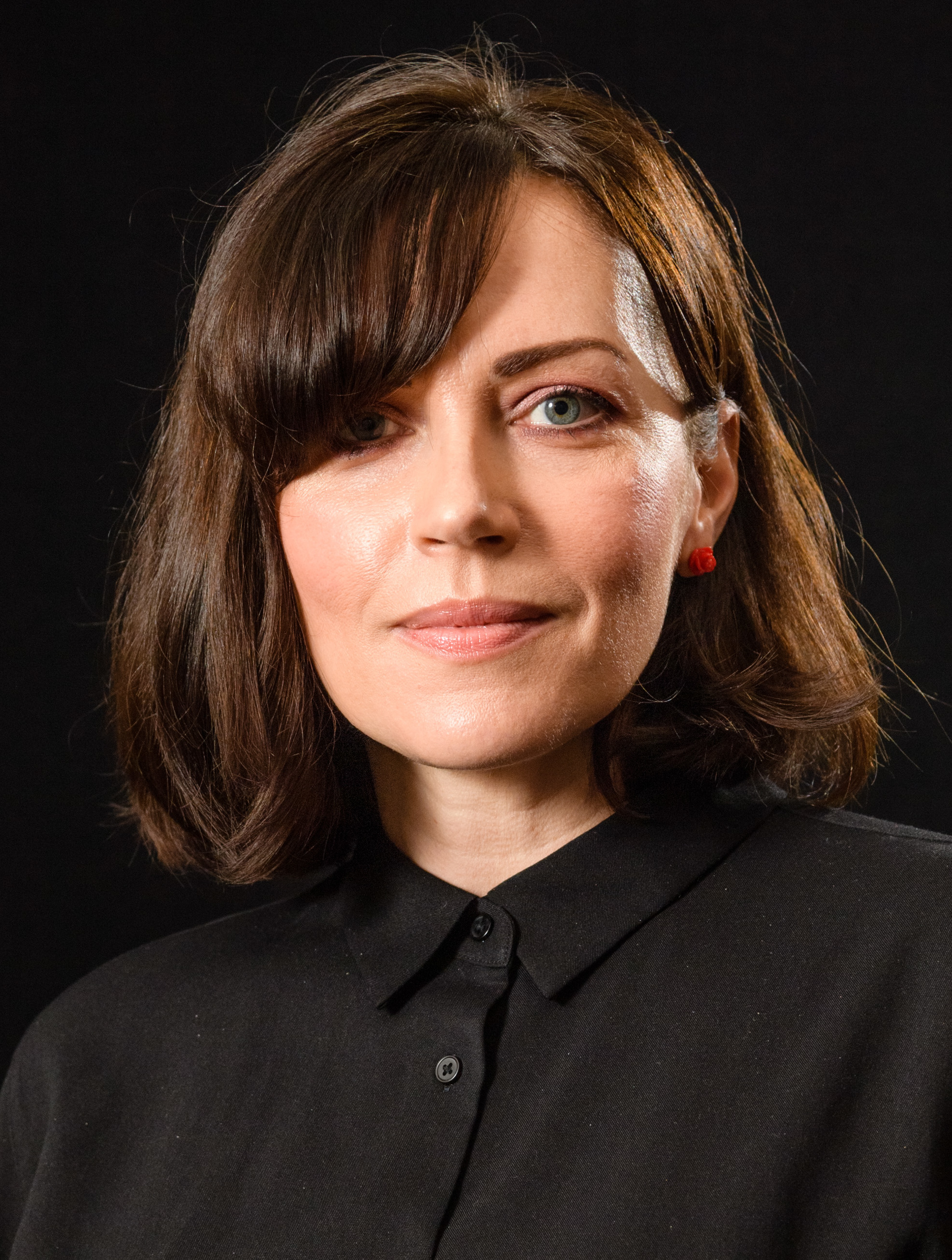
Dagmara Domińczyk (2021)

Dagmara Domińczyk (* 17. Juli 1976 in Kielce, Polen) ist eine US-amerikanische Schauspielerin polnischer Herkunft.

## Leben und Leistungen
Domińczyk verbrachte die ersten sieben Jahre ihrer Kindheit in ihrer Heimatstadt Kielce. Nachdem ihr Vater, ein Aktivist der Gewerkschaft Solidarność, zunächst im Zuge des Kriegsrechts in Polen von 1981 bis 1982 interniert worden war und im Februar 1983 das Land verlassen durfte, wanderte die Familie in die Bundesrepublik Deutschland aus und von dort aus nach New York City. Nach dem Besuch der High School studierte sie Dramaturgie an der Carnegie Mellon University in Pittsburgh.
Domińczyk wurde bekannt, als sie 1999 am Broadway im Theaterstück Closer von Patrick Marber mitspielte. In der Musikkomödie Rock Star (2001) war sie neben Mark Wahlberg und Jennifer Aniston zu sehen. Im Abenteuerfilm The Count of Monte Cristo (2002) trat sie an der Seite von James Caviezel und Richard Harris auf. Im Thriller Tough Luck (2003) spielte sie die Rolle von Divana, der Ehefrau von Ike, den Armand Assante verkörperte. In der Filmbiografie Krass (2006) spielte sie neben Annette Bening, Brian Cox, Alec Baldwin und Gwyneth Paltrow. Von 2018 bis 2023 übernahm sie in vier Staffeln der Fernsehserie Succession die Rolle der PR-Leiterin Karolina Novotney.
Domińczyk ist seit 2005 mit dem Schauspieler Patrick Wilson verheiratet. Das Ehepaar hat zwei Söhne und stand im Thriller Jack Strong (2014) unter der Regie von Władysław Pasikowski auch gemeinsam vor der Kamera.
Domińczyks jüngere Schwestern Marika Domińczyk (* 1980) und Veronika Domińczyk (* 1986) sind ebenfalls Schauspielerinnen.

## Filmografie (Auswahl)
- 2001: Rock Star
- 2002: Monte Cristo (The Count of Monte Cristo)
- 2002: They – Sie Kommen (They)
- 2003: Tough Luck
- 2004: Kinsey – Die Wahrheit über Sex (Kinsey)
- 2004: The Five People You Meet in Heaven
- 2005: Prisoner
- 2005: 24 (Fernsehserie, 2 Folgen)
- 2005: Liebe ist Nervensache (Trust the Man)
- 2006: Mentor
- 2006: Lonely Hearts Killers (Lonely Hearts)
- 2006: Krass (Running with Scissors)
- 2007: Prisoner
- 2007: Tonight at Noon
- 2011: Higher Ground – Der Ruf nach Gott (Higher Ground)
- 2013: The Immigrant
- 2014: Jack Strong
- 2014: Let's Kill Ward’s Wife
- 2016: A Woman, a Part
- 2018–2023: Succession (Fernsehserie, 24 Folgen)
- 2018: The Deuce (Fernsehserie, Folge 2x02 There's an Art to This)
- 2019: Soulfood – Familie geht durch den Magen (Abe)
- 2019: The Assistant
- 2020: Prodigal Son – Der Mörder in Dir (Prodigal Son, Fernsehserie, Folge 1x19 The Professionals)
- 2020, 2022: The Accidental Wolf (Fernsehserie, 2 Folgen)
- 2021: Frau im Dunkeln (The Lost Daughter)
- 2022: We Own This City (Miniserie, 6 Folgen)
- 2023: Hello Tomorrow! (Fernsehserie, 5 Folgen)
- 2023: Bottoms
- 2023: Priscilla
- 2024: Miller’s Girl
- 2024: Travel Essentials (Rzeczy niezbedne)
- 2024: American Horror Stories (Fernsehserie, Folge 3x06 Clone)
- 2025: Goodnight (Kurzfilm)

## Theatrografie
- 1999: Closer (Music Box Theatre, New York City)
- 2002: Red Angel (Williamstown Theatre Festival, Williamstown, Massachusetts)
- 2003: Enchanted April (Belasco Theatre, New York City)
- 2003: The Violet Hour (Biltmore Theatre, New York City)
- 2010: There Are No More Big Secrets (Rattlestick Playwrights Theater, New York City)
- 2012–2013: Golden Boy (Belasco Theatre, New York City)
- 2015: Night is a Room	(Pershing Square Signature Center / The Alice Griffin Jewel Box Theatre, New York City)
- 2018: Nassim (New York City Center / Stage II, New York City)